# Saipa Football Club
O Saipa Football Club  é um clube de futebol, sediado em Karaj, Irão. Na temporada 2019-20, disputou o Primeira Divisão do Irã.
A equipe é de propriedade da SAIPA , uma fabricante de automóveis iraniana. A equipe nunca teve uma grande base de fãs, apesar de algum sucesso. É conhecido por ter uma das melhores academias de jovens no futebol iraniano e regularmente promove os jogadores da academia para a primeira equipe.

## Títulos
Campeonato Iraniano: 3 (1994, 1995 e 2007)
 Copa do Irã: 1 (1994)